# Guanab
Guanab je zli duh in povzročitelj škode pri Hotentotih v južni Afriki.
Guanab pooseblja pojemajoči mesec, smrt in zlo. Podoben je Guani pri Grmičarjih v  Bocvani.